# Чорна Віселка
Чорна Віселка (пол. Czarna Wisełka) — річка в Польщі, у Цешинському повіті Сілезького воєводства. Один із витоків Вісли, (басейн Балтійського моря).

## Опис
Довжина річки 9,70 км, найкоротша відстань між витоком і гирлом — 5,94 км, коефіцієнт звивистості річки — 1,64 . Формується 2 притоками та багатьма безіменними струмками.

## Розташування
Бере початок на південно-західній стороні від Баранячої Гори. Спочатку тече переважно на південний захід, біля села Стецувки повертає на північний захід і в озері Чернянському зливається з річкою Білою Віселкою, правою притокою Вісли.

## Притоки
- Вольни, Козьли Верх (праві).

## Цікавий факт
- Річка розташована у межах міста Вісла.
- Неподалік від витоку на лівому березі річки розташована капличка з 1864 року.

## Галерея

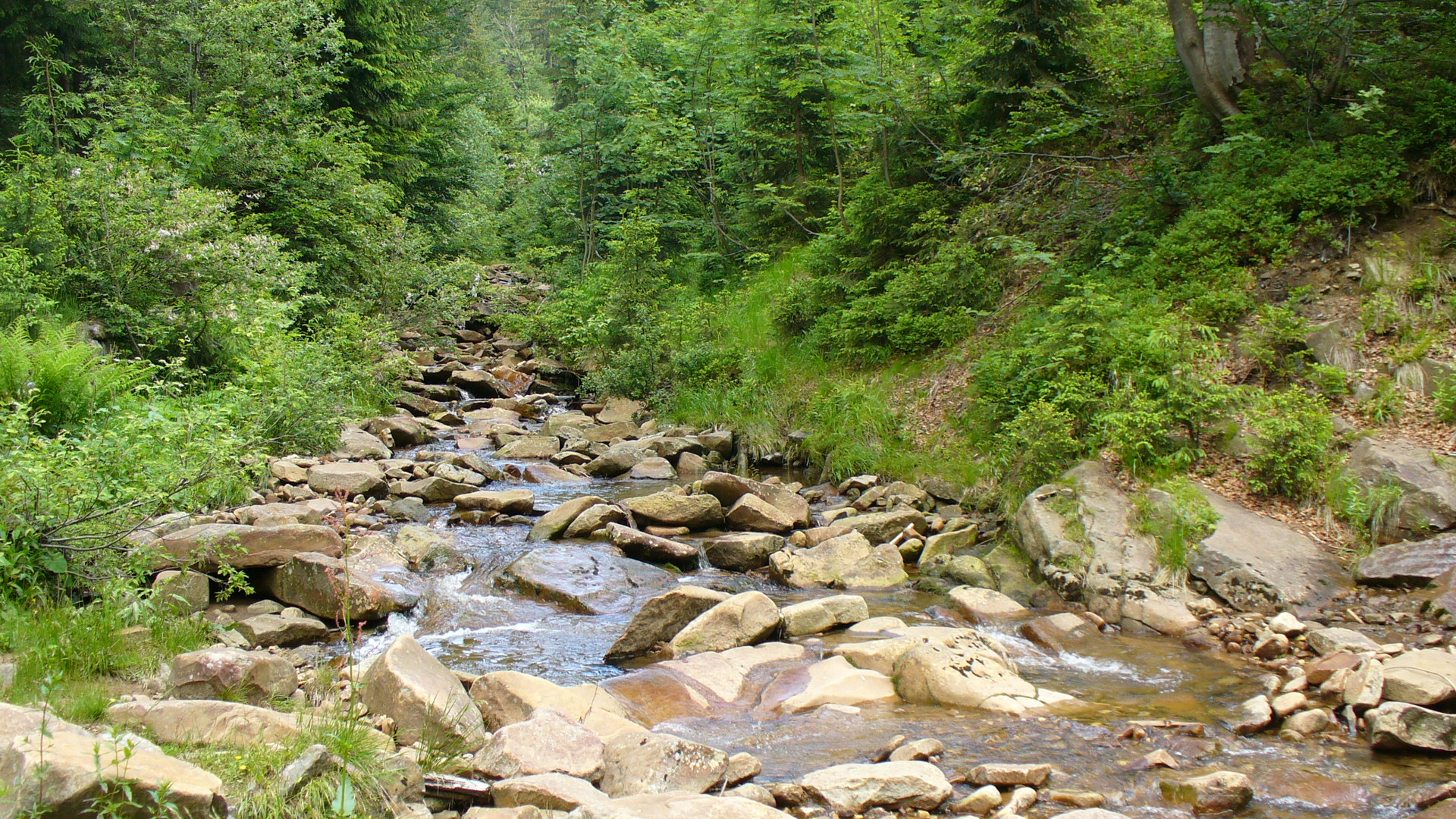
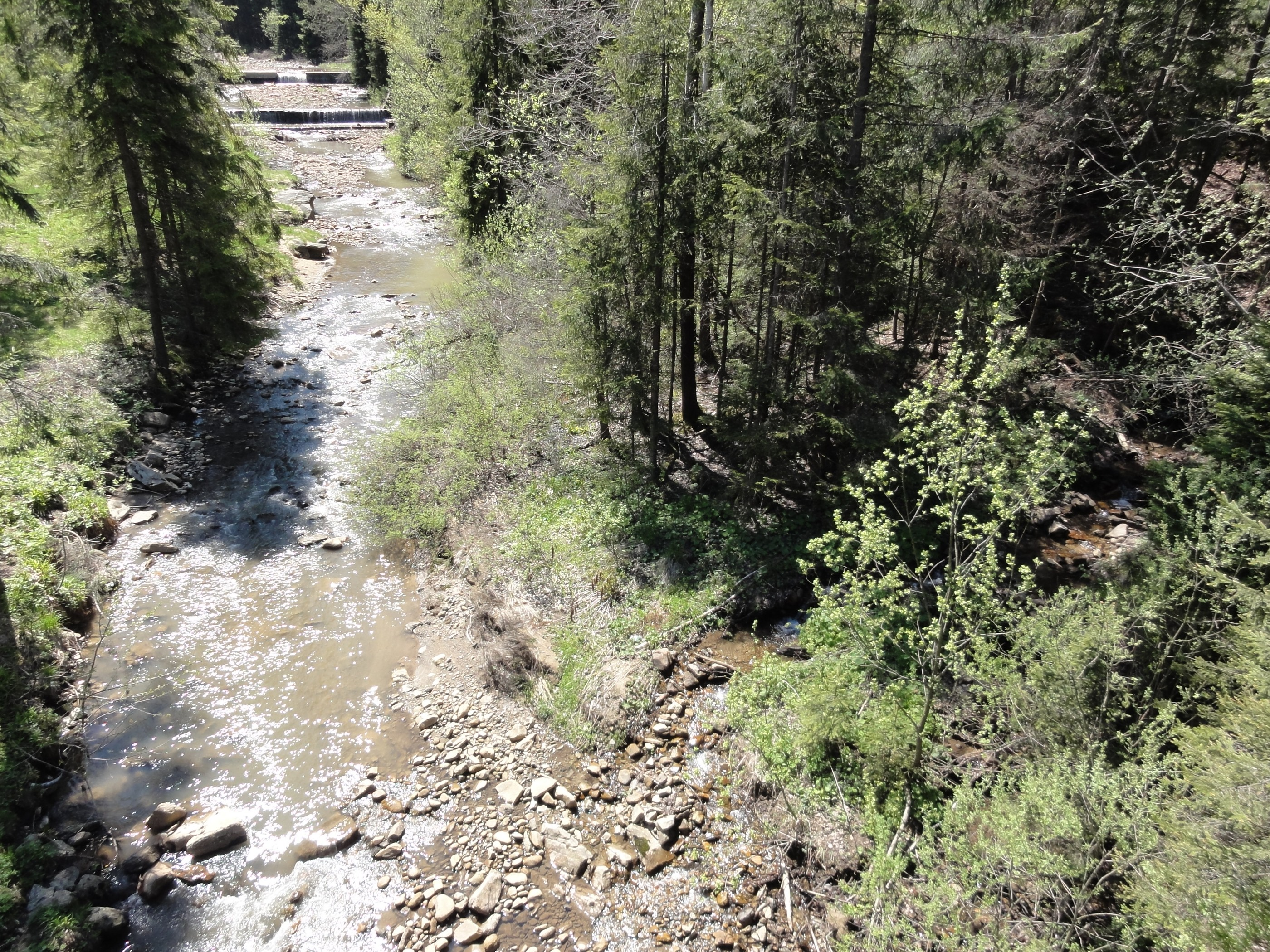
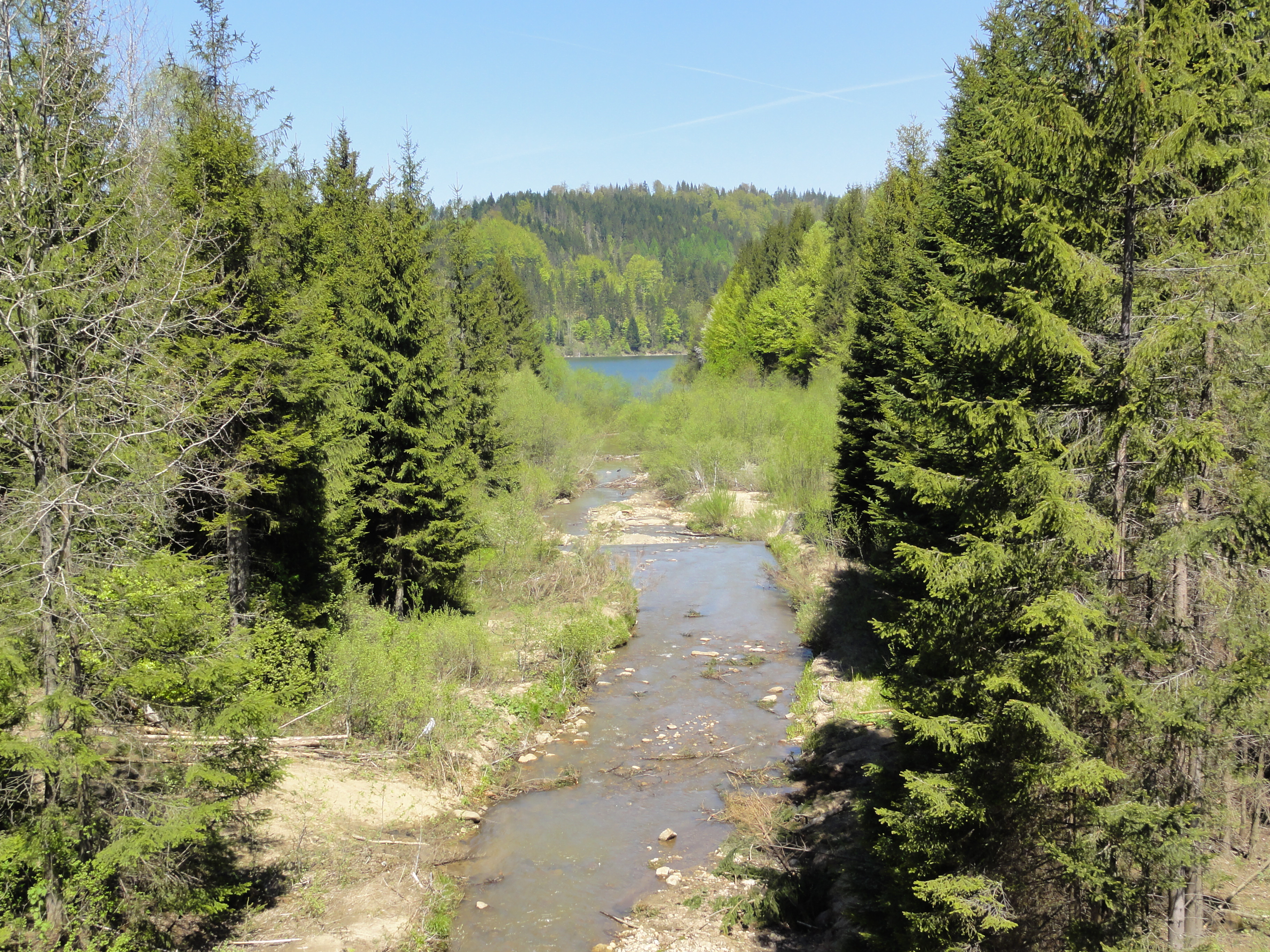